# Терцетис, Георгиос
Георгиос Терцетис (греч.  Γεώργιος Τερτσέτης ,  Закинф, Республика  Семи Островов 1800 — Афины, Греческое королевство 1877) — греческий юрист, политик, поэт, писатель, мемуарист.
Наряду с Анастасием Полизоидисом, именуется символом независимости греческой судебной власти.
Греческая историография обязана Терцетису мемуарами военачальников Освободительной войны 1821—1829 годов Теодороса Колокотрониса и Никитараса, в то время как греческая литература обязана ему сохранением единственного экземпляра работы национального поэта Греции Дионисия Соломоса «Диалог», своего рода кредо поэта касательно языка.

## Детство и молодость
Георгиос Терцетис родился в 1800 году на острове Закинф, в семье католика Натанаила Терцетиса и православной Катерины Струндза.
Это был период, когда Закинф входил в созданный усилиями российских флота и дипломатии полуавтономный протекторат Республики Семи Островов.
Род отца происходил из Марселя.
Семья была известной на острове, но не признавалась аристократической.
Его рождение сопровождалось забавными событиями — отец крестил его католиком, после чего мать тайком крестила его православным. Когда об этом узнал отец, то он крестил сына в третий раз католиком.
Когда же Терцетис достиг совершеннолетия, то он предпочёл православное крещение.
Его первым учителем был священник Lorenzo di Remo.
В школе Терцетис учился вместе с старшими сыновьями гонимого турками и нашедшего убежище на острове известного клефта Теодороса Колокоторониса, Паносом и Геннеосом.
В 1816 году, когда Закинф уже входил в находившуюся под британским контролем Ионическую республику, Терцетис уехал в Италию, где в Падуанском университете учился юриспруденции, а также латинской и итальянской филологии.
В годы студенчества в Италии Терцетис примкнул к революционному движению карбонариев.
По завершении учёбы вернулся на свой остров в 1820 году, где был посвящён в революционное общество Филики Этерия, которое готовило восстание на оккупированных османами греческих землях.

## Греческая революция
С началом Греческой революции 1821 года Терцетис вместе со многими земляками — добровольцами перебрался на близлежащий Пелопоннес и принял участие в первых боях против осман. Однако будучи болезненным и слабым, он не вынес лишений войны и заболел.
Его перевезли на пустынный островок Каламос, находившийся под британским контролем, а затем на Закинф.
Кратковременное участие Терцетиса в Освободительной войне сблизило его по возвращении на Закинф с поэтом Дионисием Соломосом и с историком Спиридоном Трикуписом.
Терцетису мы обязаны знаменитым «Диалогом» Соломоса, своего рода кредо поэта касательно языка, поскольку единственный сохранившийся экземпляр «Диалога» сохранился благодаря Терцетису.
После того как восставшую Грецию возглавил Иоанн Каподистрия, который организовал военную кампанию для повторного освобождения Средней Греции, Терцетис вновь оказался в рядах армии повстанцев.
Николаос Драгумис, который случайно встретил его в военном лагере на западе Средней Греции даёт красочное описание Терцетиса: «Он был одет в фустанеллу, голова его была полностью выбрита, и весь его внешний вид был видом аскета, как результат голода и лишений».
На западе Средней Греции Терцетис оставался до марта 1829 года, принимая участие в кампании по освобождению Акарнании, под командованием англичанина Р. Чёрча.
В своих исторических работах Терцетис однозначно признаёт, что Каподистрия сумел навести порядок в разорённой войной и раздираемой противоречиями воссоздаваемой стране:Δ-30.

## В Греческом королевстве
После воссоздания греческого государства, в 1832 году Терцетис обосновался в городе Патры в доме военачальника Костаса Боцариса и преподавал французский язык и историю в подготовительной школе.
В своём письме Д. Соломосу Терцетис просил 10 талеров взаймы, чтобы добраться до острова Эгина, где Андреас Мустоксидис обещал устроить его на государственную службу: «от этих десяти талеров зависит вся моя судьба, не забывайте своего бедного друга».
Наконец в мае 1832 года он получил назначение преподавать всеобщую и греческую историю в Центральной военной школе Нафплиона.
С прибытием регентов несовершеннолетнего короля баварца Оттона, Терцетис, будучи учителем греческого языка их дочерей, наладил отношения как с генералом (командующим французского экспедиционного корпуса) Мезоном, так и с главой регентов Арманспергом.
В этот период он написал стихотворение «Поцелуй» (Το φίλημα), в манере демотических песен и посвящённое королю Оттону).

## Судебный процесс над Т. Колокотронисом
В конце 1832 года Терцетис был назначен регентами членом трибунала Нафплиона, который судил Теодороса Колокотрониса, Плапутаса и других ветеранов войны.
Подсудимые принадлежали к так называемой «русской партии», а председатель суда Анастасиосом Полизоидисом к так называемой «английской партии».
Но Полизоидис, вместе с Терцетисом, пришёл к заключению, что обвинение в заговоре против королевской власти было сфабриковано и отказался подписать смертный приговор. Ни просьбы, ни угрозы министра юстиции и регентов не возымели результата. Полизоидиса и Терцетиса волоком вернули в здание суда и попытались силой заставить подписать приговор. После сопротивления, оказанного полиции, Полизоидис и Терцетис были заключены в тюрьму.
Отказ двух из пяти судей, включая председателя суда, подписать смертный приговор лишил регентов судебного триумфа, после чего, по просьбе Оттона, регенты изменили приговор на пожизненное заключение, а затем на 25 лет лишения свободы.
События связанные с судом над Колокотронисом и последующим судом над Полизоидисом и Терцетисом нашли отражение в греческом фильме 1974 года «Суд судей» (греч. «Η δίκη των Δικαστών»).

## Последующие годы и литературная деятельность
Сам Терцетис был изгнан с службы и судим.
Хотя Терцетис и был оправдан судом, он покинул Греческое королевство и отправился в Париж, где оставался до 1844 года.
Здесь он тесно связался с французским филологом, историком и фольклористом Клодом Форьелем, известным своим значительным сборником греческих демотических песен (среди которых и Клефтские песни), которые Форьель собрал и перевёл.
После своего возвращения в Афины, Терцетис был назначен «хранителем архивов» Парламента эллинов и оставался на этом посту 30 лет.
Он был не просто хранителем документов Освободительной войны, но будучи прекрасным оратором собирал каждое воскресенье многочисленную публику на свои лекции: «Смелейте ! Жизнь выйдет из под развалин, свет выйдет из тьмы. Новая власть приходит к жизни: просвещённый взгляд эллинов».
В 1847 году Терцетис опубликовал поэтический сборник «Простой язык» (Απλή γλώσσα).
В 1856 году он опубликовал две свои поэмы — Свадьба Александра Великого и «Коринна и Пиндар».
Кроме этого, в этот период он написал драму «La morte di Socrate», множество рассказов и малых стихотворений, одну комедию и переложил на разговорный язык диалог Платона Критон.
В 1861 году Терцетис отправился в Италию, в качестве посланника короля Оттона.
В 1864 году Терцетис был избран представителем Закинфа в Греческом парламенте. В 1866 году, в качестве посланника греческого правительства, Терцетис посетил ряд европейских столиц. Его миссия была связана с Критским восстанием.
В ходе этой своей миссии, он женился в Париже на французской писательнице и логографе Adelαide Germain.
Георгиос Терцетис умер 15 апреля 1874 года в Афинах.

## Мемуарист и историк
Величайшим вкладом Терцетиса в греческую историографию и мемуаристику являются мемуары военачальников Теодороса Колокотрониса и Никитараса.
Терцетис убедил Колокотрониса в 1836 году оставить потомкам свои воспоминания и, как сам Терцетис пишет, «через два месяца мы закончили (работу)».
Терцетис сохранил живую речь не знавших письма престарелых военачальников, которые рассказывали ему свои воспоминания, в то время как другой участник Освободительной войны, Николаос Касомулис, в своей попытке не казаться неграмотным, подпортил своей рукой речь своих воспоминаний.
Эту свою роль Терцетис скромно упоминает на титульных листах мемуаров фразой «запись Терцетиса».
После мемуаров Колокотрониса, Терцетис принялся записывать воспоминания других остававшихся ещё живыми ветеранов Освободительной войны.
Там где ему отказывали в чести записать воспоминания, он настаивал чтобы ветераны, по возможности, сами писали свои мемуары.
Так родились мемуары Фотакоса, что сам Фотакос признаёт в прологе первого издания своих мемуаров в 1868 году.
Несколько отвлекаясь от темы Освободительной войны, Терцетис иронизирует над теорией немецкого историка Я. Фальмерайера о славянском происхождении современных греков.
Он пишет, что читает без труда древние трагедии и считает абсурдом тезис Фалмерайера о том, что греческая нация «пропала», но сохранила свой язык.
Терцетис продолжает: «Я не считаю грехом или бесчестием происходить от славян. В особенности после того как я познал черногорцев, я бы был полон гордости (быть славянского происхождения). Но это (утверждение Фалмерайера) не соответствует истине»:А-78.

## Работы
- Повествование событий греческого рода с 1770 по 1836 годы/Продиктовал Теодорос Константина Колокотронис (Διήγησις συμβάντων της ελληνικής φυλής από τα 1770 έως τα 1836 / Υπαγόρευσε Θεόδωρος Κωνσταντίνου Κολοκοτρώνης.)[9]
- Мемуары Никитараса «туркоеда» (Απομνημονεύματα Νικηταρά του τουρκοφάγου)[10]
- Между мечтами и видениями (Μεταξύ ονείρων και οραμάτων)[11]
- Пусть человек любит человека (Άνδρας τον άνδρα ν' αγαπά)[12]
- Полное собрание сочинений в трёх томах (ΤΕΡΤΣΕΤΗ ΑΠΑΝΤΑ (ΤΡΙΤΟΜΟ)[13].